# 柳树泉南站
柳树泉南站，是兰新客运专线的一个高铁火车站，位于中国新疆维吾尔自治区哈密市伊州區柳树泉农场境内，距离哈密市区45公里，已于2014年12月26日投入运营，隶属兰州铁路局管辖。

## 周边景区
- 哈密市